# Горнов, Николай Александрович
Никола́й Алекса́ндрович Го́рнов (1904 — ?) — советский партийный и государственный деятель, первый секретарь Амурского обкома ВКП(б) (1940—1942).

## Биография
В 1920 году окончил школу второй ступени. С ноября 1920 по 1926 годы работал в Кузнецке. Член ВКП(б) с 1926 года.
В 1926—1929 годы служил в пограничных войсках ОГПУ. После демобилизации заведовал культпросветотделом Литвинского райкома ВКП(б), затем работал секретарём парткома суконной фабрики, заведующим агитационно-массовым отделом Кузнецкого райкома ВКП(б). В 1933—1938 годы занимал руководящие должности в земельных органах Ульяновской и Куйбышевской областей.
С 1938 года — секретарь Кинель-Черкасского райкома ВКП(б) Куйбышевской области. С 1939 года работал в Хабаровском крае: вторым, с января 1940 по 1942 год — первым секретарём Амурского областного комитета ВКП(б), в 1942—1943 — председателем исполкома Амурского областного Совета депутатов трудящихся. С 26 октября 1943 по 1947 год — первый заместитель председателя исполнительного комитета Хабаровского краевого Совета. В 1948 году окончил курсы при Высшей партийной школе ЦК ВКП(б). С ноября 1948 года по февраль 1954 года — заместитель председателя исполнительного комитета Хабаровского краевого Совета. С марта 1954 года по июль 1955 года — председатель Нижнеамурского облисполкома. С июля 1955 года по март 1956 года — 1-й секретарь Нижнеамурского обкома КПСС.
Был избран депутатом (от Хабаровского края) Верховного Совета РСФСР 2-го (1947—1951) и 3-го (1951—1955) созывов; делегатом XVIII конференции ВКП(б) (1941).

## Награды
медали:
- «За победу над Германией»
- «За победу над Японией»,
- «За доблестный труд в Великой Отечественной войне»

## Комментарии
1. ↑  Должность председателя Амурского облисполкома не подтверждается другими источниками[2].